# إدوين بليك
إدوين بليك (بالإنجليزية: Edwin Blake)‏ هو سياسي نيوزلندي، ولد في 1830، وتوفي في 18 مارس 1914. انتخب عضو مجلس النواب نيوزيلندا.